# Psoa quadrinotata
Psoa quadrinotata är en skalbaggsart som beskrevs av Blanchard 1851. Psoa quadrinotata ingår i släktet Psoa och familjen kapuschongbaggar. Inga underarter finns listade i Catalogue of Life.